# 경마

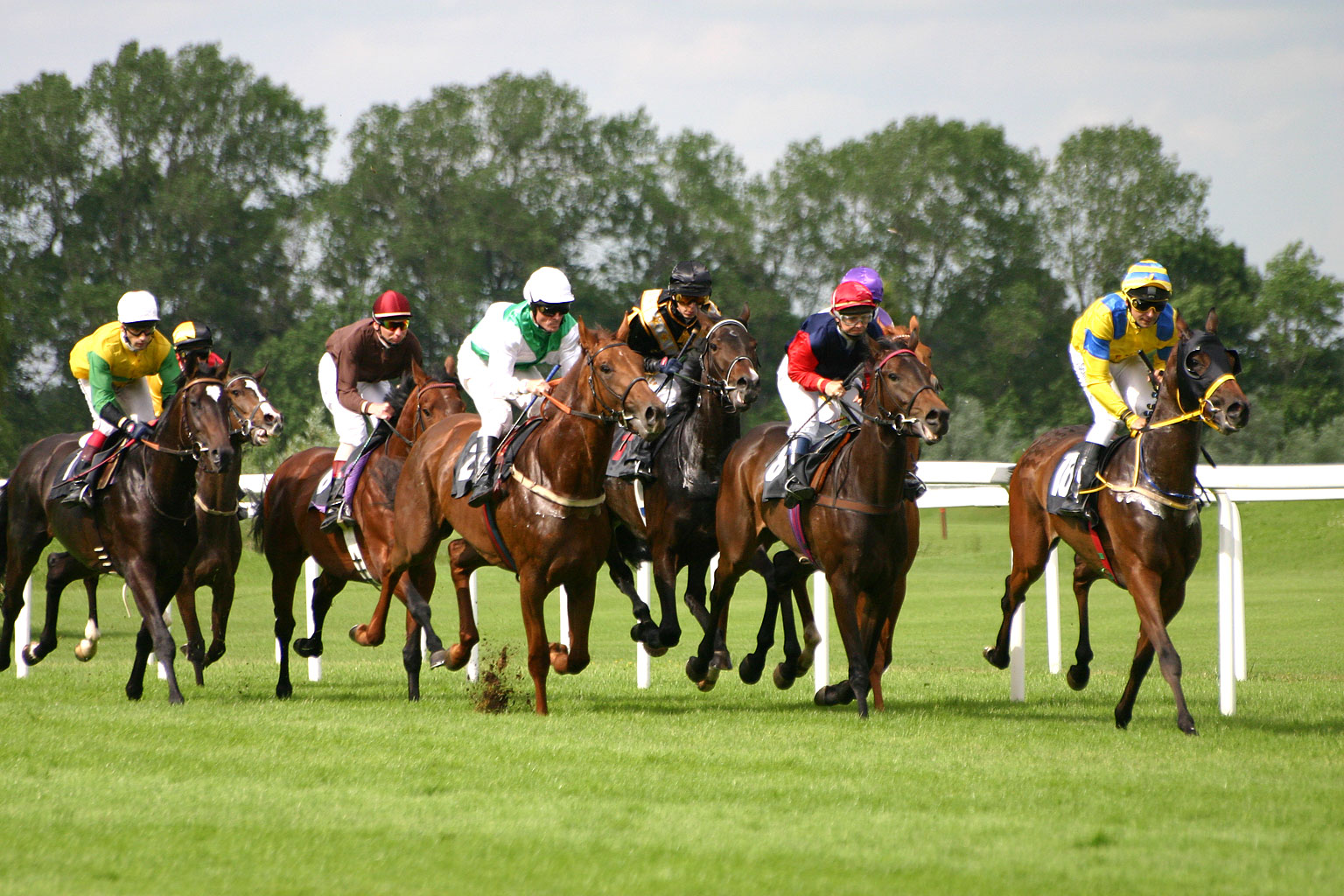
경마

경마(競馬; Horse racing)는 기수와 말이 일정한 구간을 달려서 순위를 겨루는 스포츠이다.
- 일반적 의미:  연령, 성별, 경주거리, 부담중량, 상금 등 정해진 조건하에서 2두 이상의 말을 달리게 하여 승부를 겨루는 경기에 고객이 돈을 걸고 즐기는 성인 레저이다.
- 법률적 의미: 기수가 기승한 말의 경주에 승마투표권(마권)을 발매하고 승마 적중자에게 환급금을 교부하는 행위를 말한다.[1]

별명은 ‘왕들의 스포츠’(Sports of Kings).
일반적으로 경마장에서 개최된다. 개개 경기를 경주라고 부르며, 하루동안 여러 차례의 경주가 벌어진다. 경주에서는 일반적으로 기수가 말을 타고 일정한 거리(경주로)를 달려, 가장 빨리 결승선에 도달한 말을 승리한 말로 한다. 결승지점에 도달한 것은 일반적으로 말의 코끝이 결승선을 통과했을 때로 본다.

## 경마의 산업 분류
- 1차산업(농·축산업): 말 생산 및 사육, 사료작물 재배 등
- 2차산업(건설·제조업): 경주 및 관람시설 설치, 조련용 기계장치 및 마구 제조, 말 조련 등
- 3차산업(서비스업): 경주 중계, 관람, 마권발매, 말 진료·유통·운송·보험 등
- 4차산업(지식정보산업): 경마시행·발매 관련 정보의 창출 및 유통, 인터넷 기반 발매 등

## 경마 경주의 종류
경마의 경주는 일반적으로 평지경주, 장애물경주, 마차경주, 속보경주, 썰매경주로 나뉘며, 이 중 속보경주와 썰매경주는 대한민국에서는 시행되고 있지 않다. 속보경주는 프랑스와 벨기에, 썰매경주는 일본에서 주로 시행되고 있다.
그 외에 아래와 같은 기준으로 경주를 분류하기도 한다.
- 산지별 경주 : 문자 그대로 출주하는 경주마의 산지에 따른 분류이다.
  - 국산마 경주 : 포입마를 포함한 국산마끼리 편성되어 뛰는 경주.
  - 혼합경주 : 외산마를 우선적으로 편성하여 경주를 시행하되, 국산마는 일정한 기준에 의거하여 혼합 경주에 출주가 가능하다. 외산마는 국산마 생산·육성 장려정책의 일환으로 국산마 경주에 출주할 수 없다.

- 군(등급)별 경주 : 각 경주마가 수득한 승군점수에 따라 군으로 분류한다. 국산마는 6군체계, 외산마는 4군체계로 이루어져 있다.

- 연령별 경주 : 각 군내 연령별 마필분포 및 시기별 마필능력 발현 상태를 감안하여 연령체계를 분류

- 부담중량별 경주
  - 마령경주
  - 별정경주
  - 핸디캡경주

- 거리별 경주 : 경주마는 벌어들인 경마상금에 따라 뛸 수 있는 경주가 구분되며, 각 마필의 거리별 적성을 감안하여 3~9개의 경주거리에 선택 출주할 수 있다. 기준거리는 해당군에서 보통 40%이상의 경주가 이루어져 해당군의 대표거리라 할 수 있으며 적성거리는 해당군에서 출주할 수 있는 경주거리를 말한다. 1000m, 1200m, 1300m, 1400m, 1700m, 1800m, 1900m, 2000m, 2300m 9종의 운영거리가 있다.

- 경주격별 경주
  - 대상경주
  - 특별경주: 경마팬의 흥미를 유발하기 위한 이벤트성 경주로, 출주자격에 특별조건을 부여하여 마필자체에 관심을 가짐으로써 대상경주에 준하는 의의를 갖는다. 외국 경마시행체와의 교류경주, 각종 기념경주, 후원경주 등이 있다
  - 일반경주: 대상경주 및 특별경주 이외의 모든 경주

## 경마의 과정

### 경마 준비 과정(말의 탄생에서경주마가 되기까지)
1. 씨말 선발 및 교배: 만 3세 이상의 마필 중에서 혈통, 경주능력, 체형 등을 고려해 우수한 마필을 선발하고 배합 기준에 따라 암수를 결정한 뒤 교배시킨다. 번식 적령기는 4세 이후이다.
2. 말의 탄생: 말의 임신기간은 약11개월이며, 망아지는 생후 20~30분이 지나면 스스로 일어서서 어미말의 젖을 찾아간다.
출생후 60일 이내에 혈통등록신청을 하면 개체식별 및 DNA 감정 절차를 거쳐 이듬해 7월경 혈통등록[3]이 완료된다.
3. 이유 및 순치: 출생 후 5~6개월이 되면 이유를 위해 어미말과 떨어지게 되고 혈통등록이 완료되고 만1세가 지나면 마명을 가질 수 있다.
18개월이 되면 경주마가 되기 위한 체계적인 순치(Training: 말을 순하게 길들이는 것으로, 경주마의 경우 본격적인 조교를 하기 이전단계에서 실시하는 예비조교단계를 순치라고 부르기도 함)와 조교가 시작된다.
4. 경주마 등록: 만 2세가 지나면 경마장 입사와 경주마 등록이 가능해지는데 국내산마는 경주가 경매 및 개별매매를 통해 구입하고, 외국산마는 마주가 해외에서 직접 도입하거나 한국마사회나 마주협회에서 경주마 구매를 대행하기도 한다.
5. 조교(Training breaking): 도입된 말은 경주에 출주할 수 있도록 훈련시킨다. 조교는 갓 태어나 아직 길들이지 않은 말 또는 야생상태에서 자라던 말을 인간의 이용 목적에 맞도록 길들이는 것을 말한다.
6. 출발조교심사[4] : 경주마의 출발대 적응 및 출발상태를 검사하는 것이다.
입사 후 경주마에 등록된 신마, 출발재검 지정마, 주행조교심사시 불합격마(합격유보마)가 검사대상이며, 발주기 진입 후 100m이상 전력 주행한 상태가 양호하다고 인정될 때 합격된다.
출발지점에 유도를 거부하는 말이나 출발대 안에서 난폭한 말, 출발지점 대기에 악벽(나쁜 버릇)이 있는 말들은 검사에서 불합격된다.
7. 주행조교심사[4]: 말의 경주능력을 판정하는 것으로, 출발조교심사 합격 마필 또는 최종경주 출주 후 4개월 이상 경주에 출주하지 아니한 장기휴양마 등을 일정거리 전력 질주시켜 기록 및 주행상태를 심사, 경주마로서의 적격여부를 판단하는 것을 말한다.[5] 이 주행조교검사에 합격해야만 경주에 출주할 수 있는 자격과 등급(국산마 6군, 외산마 4군)이 주어진다.
8. 출마등록, 출마투표의 확정: 조교심사에 합격한 말은 마주 또는 마주대리인이 출주를 희망하는 경주에 출마 등록 및 출마투표를 하며, 경주 편성에 의해 출주마가 최종 확정된다.

### 경마 진행 과정(순서)
1. 경주 전 약물 검사: 발주 180분 전, 출주마의 혈액이나 소변을 채취하여 약물 검사를 실시한다.
2. 마체중 검량: 발주 75분 전, 출주마의 체중 계량을 실시하며 보행상태 등 건강상태를 점검한다.
3. 장안소 집합: 발주 60분 전, 출주마필의 개체식별, 장안확인 및 마체검사를 한다.
4. 전검량: 경마, 종합마술 및 장애물비월경기와 같은 말을 매개로 한 스포츠 경기에서 경기나 경주직전에 경기자나 기수가 소정의 중량을 정확히 달고 출전하는가 여부를 확인하는 것. 발주 50분 전에 실시하는데 당해 경주 기승기수를 대상으로 한다. 전검량 결과 기수체중 및 장구 중량이 정해진 부담 중량에 미달된 경우에는 부족한 중량만큼 추가하여 출장해야 하며, 일반적으로 부담중량 조절물품을 사용해서 부담중량을 맞춘다. 부득이한 사유로 정해진 부담중량을 초과하여 기승하고자 하는 경우에는 사전에 검량위원의 허가를 받아야 한다. 이때의 초과중량은 1kg을 넘을 수 없다.
5. 예시장: 예시장은 경주로 출장 전까지 경마팬들이 출주마의 건강상태, 걸음걸이 등을 관찰해 우승마를 예상하는 데 참고할 수 있도록 말들을 미리 선보이는 장소로써, 발주 30분 전 말의 상태를 관찰하고 우승마를 예상할 수 있도록 선보인다.
6. 마권구매: 마권 발매가 시작되면 승식 및 구매액을 결정해 마권을 구매한다.
7. 배당률 예시: 30초 간격으로 게시되는 현재 배당률을 통해 배당금을 예측할 수 있다.
8. 경주로 출장: 발주 약 10분 전, 경주로에서 준비운동을 하며 기수와 마필의 컨디션을 확인한다.
9. 발매마감 및 배당률 확정: 모든 마권발매기가 동시에 마감되면서 배당률이 확정된다.
10. 발주: 배당률 확정 후 발주위원의 출발신호(발주기 앞문 개방)와 함께 경주가 시작된다.
11. 실황중계 및 재결지원: 22대의 방송카메라로 경주실황을 생중계하며, 규칙위반 여부 판정을 위한 영상자료를 제공한다.
12. 결승선 통과
13. 착순판정: 결승선을 통과한 지 1~2분 후 디지털 카메라로 촬영된 영상으로 착순을 판정, 착순게시대에 게시한다.
14. 후검량: 후검량은 출주마가 지고 달린 기수체중 및 장구 등의 부담중량을 경주 후에 계량해 확인하는 것을 말하며, 결승선 통과 3~4분 후, 1~7착마 및 재결위원이 지정한 기수에 대해 전검량과의 차이가 있는지를 검사한다. 후검량이 전검량 대비 1kg을 넘게 부족한 경우에는 실격 처리된다.
15. 재결심의: 결승선 통과 후 착순확정 전까지 경주 중 규칙위반 여부를 심의하여 착순 변경·실격 등을 결정한다.
16. 착순확정: 통상 7~8분 후 착순이 확정된다.
17. 환급금 지급: 착순확정 후, 발매창구에서 환급금을 지급한다.

## 각 국의 경마

### 아시아, 오세아니아 지역

#### 파트 I
- 호주
- 뉴질랜드
- 아랍에미리트
- 일본
- 홍콩

#### 파트 II
- 한국
- 인도
- 마카오
- 싱가포르 / 말레이시아
- 터키

#### 파트 III
- 카타르
- 사우디아라비아

### 유럽 지역

#### 파트 I
- 영국
- 프랑스
- 독일
- 아일랜드

#### 파트 II
- 이탈리아
- 덴마크
- 노르웨이
- 스웨덴

#### 파트 III
- 오스트리아
- 체코
- 네덜란드
- 벨기에
- 폴란드
- 슬로바키아
- 스위스
- 스페인

### 아메리카 지역

#### 파트 I
- 미국
- 캐나다
- 아르헨티나
- 브라질
- 칠레
- 페루

#### 파트 II
- 우루과이
- 파나마
- 푸에르토리코
- 베네수엘라

#### 파트 III
- 콜롬비아
- 도미니카
- 에콰도르
- 자메이카
- 멕시코
- 트리니다드 토바코

### 아프리카 지역

#### 파트 I
- 남 아프리카 공화국

#### 파트 II
- 짐바브웨

#### 파트 III
- 모리셔스

#### 이 외
- 케냐

## 관련 단체
- 한국마사회
- 한국경주마생산자협회

## 비판
HSUS(Humane Society of the United States)나 PETA(People for the Ethical Treatment of Animal)와 같은 동물권 보호 단체들은 경마를 동물학대행위라고 비판하고 있다. 이들은 격렬한 훈련, 열악한 생활 환경뿐 아니라 경마용 말을 타는 것자체가 학대행위라고 말한다.

## 같이 보기
- 경마 용어 목록